# أزمة مصنعة (كتاب)
أزمة مُصنَّعة: القصة غير المروية عن الرعب النووي الإيراني (بالإنجليزية: Manufactured Crisis: The Untold Story of the Iran Nuclear Scare)‏ هو كتاب صدر عام 2014 من تأليف غاريث بورتر، المؤرخ الأمريكي والصحفي الاستقصائي والمؤلف ومحلل السياسات المتخصص في سياسة الأمن القومي للولايات المتحدة. في هذا الكتاب المؤلف من 310 صفحات، يؤكد أن برنامج الطاقة النووية الإيراني كان سلميًا، بحجة أن الأدلة التي يُستشهد بها على نطاق واسع لإثبات طموحات إيران في الحصول على أسلحة نووية هي من اختلاق إسرائيل والولايات المتحدة.

## محتويات
يتكون الكتاب من الفصول التالية:
1. سياسة الإنكار الأمريكية ونتائجها
2. سياسة السرية النووية الإيرانية
3. السياسة النووية الإيرانية غير المعروفة
4. الأصول السياسية للولايات المتحدة من الرعب النووي
5. الأصول السياسية الإسرائيلية للرعب النووي
6. اختيار تغيير النظام على الدبلوماسية
7. الوكالة الدولية للطاقة الذرية فارغة
8. سر وثائق الكمبيوتر المحمول
9. الفشل الاستخباراتي
10. غرفة اختبار القنبلة الوهمية في بارشين
11. أزمات الحرب الزائفة

## ملخص
بدأ الكتاب بـ«دعم الولايات المتحدة للعراقيين خلال الحرب العراقية الإيرانية في الثمانينيات»، ويؤكد الكتاب أنه مع انهيار الاتحاد السوفيتي وانتهاء الحرب الباردة، أنقذ الأمريكيون وكالة المخابرات المركزية من خلال إعطائها سببًا جديدًا للوجود، التهديد الجديد الذي يشكله الجمع بين «أسلحة الدمار الشامل» و «الإرهاب». وإذ يأخذ على محمل الجد تصريحات علي خامنئي، المرشد الأعلى لإيران، وسلفه روح الله الخميني، بأن الأسلحة النووية تتعارض مع تعاليم الإسلام، ومن ثم فإن إيران لا تسعى للحصول عليها، يقول بورتر إن الضغوط التي تمارسها الولايات المتحدة لمنع طهران من تطوير برنامجها النووي المدني لقد تركهم مع خيار هوبسون فقط للعمل في الخفاء وتغطية مساراتهم.
وفقًا لجون واتربري، «الخطر بالنسبة لإسرائيل والولايات المتحدة، بالطبع هو أنهما قد يضطران إلى خوض حرب لمواجهة تهديد، كما يزعم بورتر يعرفان أنه غير موجود.» بالإضافة إلى شرح سبب تغطية طهران لنشاطها النووي، يتعامل المؤلف مع قضايا مثل الكمبيوتر المحمول المهرب المزعوم، وغرفة اختبار بارشين ودور إسرائيل في خلق الأزمة.
يجادل بورتر في كتابه بأن أصل الأزمة هو في الواقع «إنكار واشنطن لحق إيران في برنامج نووي سلمي» وليس «تحدي إيران لمعاهدة حظر انتشار الأسلحة النووية.»

## استقبال
وفقًا لكاتب العمود في المونيتور أكيفا إلدار، فإن عددًا من المزاعم في كتاب بورتر قدمها بشكل مستقل عوزي عيلام، وهو مصدر استخباراتي رفيع فاز بجائزة الأمن الإسرائيلية وعمل في هيئة الطاقة الذرية الإسرائيلية كمدير لمدة تسع سنوات. قال مسؤولون أمنيون إسرائيليون كبار إن عيلام لم يكن على علم بالمعلومات الحديثة وأنه «خارج الحلقة».
شموئيل مئير، وهو زميل أبحاث في مركز الدراسات الاستراتيجية في جامعة تل أبيب والباحث السابق في وحدة استخبارات الجيش الإسرائيلي والوحدة الإستراتيجية لقسم التخطيط في الجيش الإسرائيلي دعا بورتر «الصحفي والمحقق الوحيد في العالم الذي قرأ بعيون غير منحازة جميع تقارير الوكالة الدولية للطاقة الذرية وتقارير المخابرات الأمريكية في العقود العديدة الماضية بشأن القضية الإيرانية» وقال إن الكتاب «مفصل للغاية وموثق جيدًا» ومناسب لـ«جميع المهتمين بفهم كيفية وصولنا إلى الأزمة النووية الإيرانية، و«سيناريوهات الهجوم»، واختلاق الحقائق والتقارير الاستخباراتية التي كان هدفها دعم التصورات المسبقة.»
كتب جوش روبنر في فورين بوليسي إن فوكس أن الكتاب «خضع للبحث الدقيق ومفصل بشكل غني». من بين استنتاجات بورتر استنتاج يتعلق بجهود إدراج الصواريخ الباليستية الإيرانية في المفاوضات النووية بعد أن تم التوقيع على الاتفاق المؤقت بدونها ك«عامل عرقلة مستوحی من إسرائيل ألقاه لوبيها ... ليخرج المحادثات عن مسارها». تقول مراجعة أليكس كاسيوبو في مفتاح إنه باستخدام معلومات من «وثائق مفتوحة المصدر ومعلومات كُشفت من خلال مقابلات متعمقة مع لاعبين رئيسيين»، يرسم بورتر صورة مختلفة عن الخبراء والسياسيين الذين يصورون إيران على أنها «قوة منتهكة ذات طموحات نووية شائنة».
في تشرين الأول / أكتوبر 2014، شارك هانز بليكس، المدير العام السابق للوكالة الدولية للطاقة الذرية والرئيس التنفيذي السابق للجنة الأمم المتحدة للرصد والتحقق والتفتيش (أنموفيك) في مؤتمر متلفز لسلسلة صناع التاريخ على شبكة HBO مع مجلس العلاقات الخارجية. وعندما سئل عما إذا كان يعتقد أن برنامج إيران النووي يمكن مراقبته بنجاح، أجاب بأنه أكثر قلقا بشأن التعامل مع المعلومات الاستخباراتية «لأن هناك قدرًا كبيرًا من المعلومات المضللة مثل المعلومات الموجودة. كان هناك كتاب نشره غاريث بورتر في الولايات المتحدة منذ بعض الوقت حول القضية الإيرانية برمتها، وهو يؤكد بالتأكيد أن الكثير من الأدلة التي قُدمت إلى الوكالة الدولية للطاقة الذرية كانت مطبوخة حقًا ولم تكن صحيحة. ولن أتفاجأ على الإطلاق.» وفقًا لناشر كتاب بورتر، بعد وقت قصير من نشره، كتب بليكس: «أشعر بالامتنان لغاريث بورتر لفحصه المتطفّل والنقدي لمواد استخباراتية تم نقلها إلى الوكالة الدولية للطاقة الذرية». وفي إشارة إلى اغتيالات علماء نوويين إيرانيين، أضاف: «عندما لا تخجل الأجهزة الأمنية من اغتيال علماء نوويين، يمكننا أن نتأكد من أنها لا تتردد للحظة في تداول أدلة كاذبة».
وفقًا لوليام بيمان، الأستاذ ورئيس قسم الأنثروبولوجيا بجامعة مينيسوتا، فإن رواية بورتر لكيفية بناء الإجماع على تهديد البرنامج النووي الإيراني أمر رائع لأنه أنشأ تقريرًا مقنعًا عن الحادث الذي يوضح كيف خلفية مهاجمة إيران بـ«الأكاذيب والمعلومات المضللة» على مدى سنوات عديدة. وقد أشار بشكل بارز إلى روبرت جيتس، العضو المؤثر بشكل متزايد في حكومة الولايات المتحدة والذي أصبح في نهاية المطاف وزير الدفاع، باعتباره «المحرك الرئيسي» لهذه السياسة تجاه إيران. بورتر «يفضح العديد من الأكاذيب وأنصاف الحقائق التي صدرت على مدى أكثر من عقدين من الزمن لمحاولة إقناع الرأي العام الأمريكي والعالم بأن إيران هي الخطر الرئيسي على السلام الدولي من خلال برنامجها النووي».
بول بيلار وهو محارب قديم في وكالة المخابرات المركزية (CIA) لمدة 28 عامًا حتى تقاعده في عام 2005 وصف الكتاب في مراجعة دورية لمجلس سياسة الشرق الأوسط بأنه «معالجة شاملة بشكل مثير للإعجاب» للبرنامج النووي الإيراني وتصور صانعي السياسة الإسرائيليين والأمريكيين له والرد عليه. وكتب أن أهم مساهمتين في الكتاب هما «كتاريخ شامل لفهم أو سوء فهم البرنامج الإيراني» وفضح زيف «الحكمة التقليدية بأن إيران عازمة على امتلاك أسلحة نووية»، وأشار إلى فحص بورتر الشامل وتقييم كليهما. قال بيلار إن بورتر كان «أقل إقناعًا بكثير»، ومع ذلك، عندما فشل في دعم تكراره للأسلوب القديم القائل بالحفاظ على مستويات التمويل، كانت جميع المؤسسات الأمنية الأمريكية تقريبًا تبالغ في التهديد الفعلي لانتشار الأسلحة. كما أشار إلى أن «جهود بورتر لنشر صفات التحيز على نطاق واسع للغاية» أدت إلى تقليل الاختلافات السياسية الفعلية بين الإدارات الرئاسية المختلفة، وخاصة التمييز «الحاد» بين سياسات جورج دبليو بوش وباراك أوباما.

## ترجمة
الكتاب مترجم إلى الفارسية ونُشر في إيران. تم الترجمة والنشر عن طريق نشر وكالة أنباء فارس.

## روابط خارجية
- «الأزمة المُصنَّعة: القصة غير المروية عن الرعب النووي الإيراني»، محاضرة للدكتور غاريث بورتر، ملخص بقلم أمير ريشاني، 9 يونيو 2014.